# John M. Hyneman
John M. Hyneman (* 25. April 1771 in Reading, Province of Pennsylvania; † 16. April 1816 ebenda) war ein US-amerikanischer Politiker. Zwischen 1811 und 1813 vertrat er den Bundesstaat Pennsylvania im US-Repräsentantenhaus.

## Werdegang
John Hyneman besuchte die öffentlichen Schulen seiner Heimat. Später schlug er als Mitglied der Demokratisch-Republikanischen Partei eine politische Laufbahn ein. Im Jahr 1809 war er Abgeordneter im Repräsentantenhaus von Pennsylvania; von 1810 bis 1816, also auch während seiner Zeit als Kongressabgeordneter, war er am Vormundschaftsgericht angestellt. Außerdem war er Brigadegeneral der Staatsmiliz von Pennsylvania.
Bei den Kongresswahlen des Jahres 1810 wurde Hyneman im dritten Wahlbezirk von Pennsylvania in das US-Repräsentantenhaus in Washington, D.C. gewählt, wo er am 4. März 1811 die Nachfolge von Matthias Richards antrat. Nach einer Wiederwahl im siebten Distrikt seines Staates konnte er bis zu seinem Rücktritt am 2. August 1813 im Kongress verbleiben. In diese Zeit fiel der Beginn des Britisch-Amerikanischen Krieges von 1812.
In seinem Todesjahr 1816 wurde John Hyneman Leiter der Landvermessung im Berks County. Er starb am 16. April 1816 in seinem Heimatort Reading, wo er auch beigesetzt wurde.